# Лазание на трудность
Лазание на трудность — вид скалолазания, не индивидуальное лазание (всегда есть страхующий).
Цель — подняться до топа. Спортсменам дают небольшое количество времени (как правило, 5 минут) на просмотр трассы, во время которого спортсмены продумывают каждый свой ход, как в шахматной партии, после чего они по очереди пытаются пролезть трассу. Участнику дают 1 попытку. Как правило, есть ограничение по времени (4-15 минут). Используют нижнюю страховку. Участников ранжируют в зависимости от достигнутой высоты или времени прохождения.
Этот вид скалолазания пользуется огромной популярностью во всём мире, а победы и достижения именно в этом виде являются наиболее престижными. Трудность — технически разнообразный и сложный вид двигательной активности, требующий высокой организованности, собранности, координации, аккуратности и точности движений. Выносливость и сила, гибкость и пластика, высокий интеллект — вот составляющие успеха в трудности. Для полноценного развития этого вида необходимы искусственные скалодромы высотой 18-22 метра, или натуральные скалы.

## История
Зародилось лазание на трудность в Западной Европе.
Лазание на трудность определено как вид скалолазания в 1987 году комиссией по скалолазанию при UIAA.
В СССР же в то время преобладало лазание на скорость.
В 1987 году скалолазы СССР дебютировали в городе Гренобль и там либо вообще не прошли отборочную трассу лазания на трудность, либо заняли последние места. Лучшей из участников СССР — восьмой — стала алмаатинка Ирина Смирнова.
В 1989 году в Крыму, в районе Симеиза, на живописном скальном массиве «Крыло лебедя» проводили этап Кубка мира. Здесь серебряным призёром стал Алексей Чертов, выполнив норматив МСМК. В лазании на скорость, выполнив норматив МСМК, победил алмаатинец Салават Рахметов. В соревнованиях на трудность всё было по-прежнему. Там и прозвучала фраза одного из французских спортсменов: «Да, в скорости вы — сильны, но в вашей стране ещё лет 10 не будет сильных скалолазов в трудности». Но он ошибался.
В следующем же 1990 году во Франции проводили престижные международные соревнования «Serre Chevalier-90». Лазание на трудность выиграл Салават Рахметов. Это было настоящим шоком для европейских скалолазов. Недоумевающие представители прессы, телерепортеры спортивных программ разглядывали скалолазную обувь Салавата — обычные резиновые галоши. Спортсмены—скалолазы зарубежных стран давно уже использовали специальную обувь. Но маленькая хитрость у чемпиона всё же была. Как сказал Салават: «…они не знали, что на подошвы галош я испанскую резину наклеил». Всё дело конечно же не в заграничной резине, а в огромной работоспособности, целеустремлённости, умении разгадать трассу и мыслить на маршруте, мобилизовать весь потенциал и многом другом, присущем этому мастеру скалолазания.